# Matilda McCrear
Matilda "Tildy" McCrear (slavnamn; födelsenamn möjligen Àbáké), antagligen född 1848, död januari 1940, var en yorubakvinna, från området i nuvarande Nigeria, som vid två års ålder tillsammans med sin mor och systrar fångades och fördes till staden Mobile i delstaten Alabama i USA 1860. McCrear är det sista, kända överlevande offret för den transatlantiska slavhandeln.

## Biografi
Enligt en studie publicerad 2020 gjord av Hannah Durkin vid Newcastle University så fångades McCrear vid ung ålder tillsammans med sin mor och systrar och fördes olagligen till USA på det sista kända slavskeppet som transporterade förslavade afrikaner till USA, femtio år efter att slavskepp och import av slavar förbjudits: skeppet Clotilda. Hon, hennes mor Gracie och då tioåriga syster Sallie, som var de slavnamn familjen gavs i fångenskap, såldes till en plantageägare vid namn Memorable Walker Creagh. Familjen var bland de över 100 individer som transporterades på Clotilda. McCrear hade två systrar vars namn inte är kända och en man som tvångsgiftes med hennes mor och blev hennes styvfar och kallades Guy. Systrarna såldes senare till någon annan än McCrear och modern. Syskonen skulle aldrig träffa varandra igen.
McCrear gifte sig aldrig, men enligt hennes barnbarn levde hon i ett samvetsäktenskap med en vit tyskfödd man, troligen judisk, vid namn Schuler och fick tillsammans med honom 14 barn varav 10 överlevde till vuxen ålder. Hon dog i Selma, Alabama januari 1940 vid 83 års ålder.

### Födelsenamn
Enligt Olabiyi Babalola Yai, en professor i afrikanska studier med inriktning på litteratur och språk, och ständig UNESCO-delegat, var McCrears ansiktsmärkning obestridligt bevis på hennes härkomst och avslöjade dessutom hennes rätta namn.
Hon är yoruba, det visar hennes ilà - ansiktsmärken av àbàjà-typ. 
Dessutom visar de att hennes oriki - namn - var Àbáké som betyder: 
"född att älskas av alla".

### Emancipation
Efter att 13 tillägget till USA:s konstitution ratificerats och slaveriet i USA avskaffats stannade McCrear, som först tog namnet Creagh men sedan bytte till McCrear för att ytterligare distansera sig från slaveriet, kvar i Alabama och arbetade som landbonde tillsammans med sin mor och syster.

### Medborgarskap
I och med att 14 tillägget ratificierades i juli 1868 så blev alla USA-födda före detta slavar medborgare. Det gällde däremot inte de som förts till USA på Clotilda eftersom de var födda utomlands. Huruvida McCrear någonsin fick medborgarskap genom naturalisation är inte känt.